# Ambystoma altamirani
Ambystoma altamirani är en groddjursart som beskrevs av Dugès 1895. Ambystoma altamirani ingår i släktet Ambystoma och familjen mullvadssalamandrar. Inga underarter finns listade i Catalogue of Life.
Arten förekommer i en mindre region i Mexikos centrala högland. Utbredningsområdet ligger 2700 till 3200 meter över havet. Ambystoma altamirani lever i vattendrag i barrskogar och blandskogar. Ibland hittas den i vattendrag som når angränsande landskap.
Regionen där arten lever brukas intensivt av människor. Beståndet hotas av illegala skogsavverkningar i skyddszoner, av vattenföroreningar, av sediment som tillförs vattendragen och av direkta störningar, bland annat genom turism. Några exemplar fångas och äts av lokalbefolkningen. I utbredningsområdet introducerades främmande fiskar som jagar Ambystoma altamirani. Uppskattningsvis minskade hela populationen med 50 procent under tre generationers liv. Dessutom är utbredningsområdet mindre än 5000 km². IUCN kategoriserar arten globalt som starkt hotad.